# Free Download Manager
Free Download Manager は、Windows、macOS、Linux、Android向けのダウンロードマネージャである。
Free Download Manager はプロプライエタリソフトウェアであるが、バージョン2.5から3.9.7まではFOSSであった。2010年4月15日のバージョン3.0.852より、バイナリパッケージにソースコードを同梱する代わりに、プロジェクトのSubversionリポジトリでソースコードが公開されるようになった。この方式はバージョン3.9.7まで継続された。バージョン5.0以降のソースコードは公開されておらず、GNU General Public Licenseもアプリケーションから削除された。
YouTube動画のダウンロード機能は、2021年10月16日まで本ソフトウェアに含まれていたが、開発者の一人であるアレックスが、Googleより機能停止を求める苦情が提出されたと報告した。現在、YouTubeからの動画ダウンロードを試みると、「Youtube downloads are not available」というメッセージがダウンロードボックスに表示される。Googleの法務チームとの合意はまだ成立していない。
freedownloadmanager.org のウェブサイトが、2022年までの3年以上にわたりLinuxマルウェアを配布していたことが判明した。研究者らは、同サイトが断続的にユーザーを悪意あるバージョンの Free Download Manager を配布するドメインへリダイレクトしていたことを発見した。このマルウェアには、Linuxデバイスにバックドアを仕込み、パスワード、閲覧履歴、暗号通貨ウォレットのファイル、クラウドサービスの認証情報を窃取するスクリプトが含まれていた。この感染は2023年9月に明らかになったが、2020年から活動していたとされる。この攻撃は、正規の Free Download Manager プロジェクトに影響を及ぼしたサプライチェーン攻撃であると考えられている。Windowsに比べてLinuxの脅威が目立ちにくいことにより、長期間にわたり検出されなかった。キャンペーンに関する通知に対し、サイト管理者は応答しなかった。

## 機能
- GUIは、種類別にダウンロードを整理する複数のタブと、各機能へのアクセス手段を提供する。
- 各ダウンロードのプログレスバー、ファイルのプレビュー、コミュニティによる評価（存在する場合）、接続状況のログを表示するダウンロード情報ビュー。
- ダウンロード加速機能[10]
- ファイルのドラッグ・アンド・ドロップ用ドロップボックス
- HTTPおよびFTPのダウンロードをサポート
- 音声・動画ファイルの強化サポート
- RTSP/MMSによるストリーミングダウンロードのサポート[11]
- ファイル群の一括ダウンロードに対応
- セグメント化されたファイル転送機能：大きなファイルを複数のパートに分割し（設定で指定）、同時にダウンロードする
- BitTorrentサポート（Libtorrentに基づく）、マグネットリンクのサポート
- Flash Videoのダウンロード（Google Videoなどのサイトから。ただしAndroidは除外[12]）
- サーバーが許可する場合、中断したダウンロードの再開が可能
- Zipファイルの部分ダウンロード機能：必要な部分だけを取得可能
- 複数のミラーから同時にダウンロード可能
- 帯域制御機能をサポート：低、中、高の3つのカスタマイズ可能なトラフィックモード
- クリップボードからURLリストをインポート可能
- 使用中のブラウザと統合し、URLやコピーされたリンクに含まれるダウンロード可能なコンテンツを追跡
- インターネット経由のリモート制御
- 高度なファイルマネージャと強力なスケジューラ
- ポータブルモード：インストール・設定を行わずに使用できるポータブルアプリケーションを作成可能
- アクティブなスパイウェアおよびアドウェア保護：ユーザー間の通信およびインストール済みのアンチウイルスソフトウェアによる

## タブ
- Downloads – 本ソフトの中心となる機能であり、基本的なダウンロードマネージャである。拡張子に基づき、特定のフォルダにファイルを振り分けるグループを作成することも可能。
- Flash video downloads – FLV形式の動画をGoogle Videoや他の多数のサイトからダウンロード可能。
- Torrents – トレントファイルのダウンロードに対応
- Scheduler – あらかじめ設定された時間に実行するタスクのリストを作成・管理可能。外部プログラムの起動、ダウンロードの開始・停止、PCのシャットダウン等の操作を含む。
- Site Explorer – FTPクライアント機能。
- Site Manager – 認証が必要なサイトや、同時接続数の制限があるサイトへの対応方法をFDMに指定可能。
- HTML Spider – ウェブサイトを再帰的に巡回し、リンク先をたどって一括ダウンロード可能。